# إعصار ماريا
إعصار ماريا هو أقوى إعصار استوائي ضرب جزيرة دومينيكا عندما كان بتصنيف الدرجة الخامسة على مقياس سفير-سمبسون ومن ثم ضرب بورتوريكو بعدما أصبح من الدرجة الرابعة وأصابت تبعاته ولاية كارولاينا الشمالية وأجزاء من إقليم الأطلسي الأوسط. وهو أسوأ إعصار في المحيط الأطلسي بحسب عدد الضحايا الذي يخلفه منذ إعصار جين عام 2004 وعاشر أقوى إعصار مُسجل في المحيط الأطلسي وأكثر أعاصير 2017 شدةً على مستوى العالم وأسوأ إعصار يضرب جزيرة بورتوريكو منذ عقود. ويعد إعصار ماريا العاصفة الثالثة عشر التي يتم تسميتها، وسابع إعصار استوائي، ورابع إعصار من أعاصير الدرجة الثالثة فما فوق وهو ثاني إعصار بتصنيف الدرجة الخامسة لموسم الأعاصير الأطلسي لعام 2017. سبب إعصار ماريا أضراراً بالغة في المسار الذي سلكه عبر شمال شرقي منطقة الكاريبي. وكان ثالث إعصار كبير يهدد بتوجيه ضربة مباشرة لجزر ليوارد خلال مدة أسبوعبن بعد ما ألحقه إعصار إيرما من دمار كارثي على تلك الجزر ومرور إعصار خوسيه بالقرب من الجزر.
نشأ إعصار ماريا عن موجة استوائية كان قد بدأ مركز الأعاصير الوطني في الولايات المتحدة بمراقبتها يوم 13 سبتمبر 2017. تطورت ماريا لتصبح عاصفة استوائية يوم 16 سبتمبر شرقي جزر الأنتيل الصغرى، وازدادت قوتها باطراد. وازدادت شدتها بسرعة منذ يوم 18 سبتمبر، فتتضاعفت سرعة رياحها المستقرة من 130 كم/ساعة لتصبح حوالي 260 كم/ساعة، وعليه أصبحت إعصاراً من الدرجة الخامسة. وفي اليوم التالي أدى إعصار ماريا إلى هطولات مطرية على دومينيكا بهذه القوة، ما جعله الإعصار الأول من تصنيف الدرجة الخامسة الذي يضرب هذه الجزيرة. استرجعت ماريا قوتها بعد ما ضعُفقت لدرجة رابعة لمدة قصيرة من الزمن، ووصلت ذروة سرعة الرياح إلى 280 كم/ساعة وبلغ الحد الأدنى للضغط المركزي 908 ميلي بار. لتصبح بذلك عاشر أقوى إعصار مُسجل في المحيط الأطلسي.
بلغ عدد ضحايا الإعصار حتى يوم 6 أكتوبر 78 شخصاً: 30 في دومينيكا و5 في جمهورية الدومينيكان واثنان في غوادلوب وثلاثة في هايتي و34 في بورتوريكو وشخص واحد في جزر العذراء الأمريكية وثلاثة في البر الرئيسي للولايات المتحدة. تشير التقديرات الأولية إلى أضرار كارثية أصابت دومينيكا، ومنها انقطاع الاتصالات في جميع أنحاء الجزيرة. كما واجهت جزيرتي غوادلوب ومارتينيك فياضانات واسعة، وألحقت أضراراً بأسقف المباني واقتلعت الأشجار من جذورها. كما انقطعت الطاقة الكهربائية عن بورتوريكو، نتيجة الدمار شبه الكلي الذي أصاب الشبكة الكهربائية على الجزيرة.
في 28 أغسطس 2018 ذكر أن حوالي 3057 شخص لقوا حتفهم بسبب الإعصار منهم 2975 في بورتوريكو و65 في دومينيكا و5 في جمهورية الدومينيكان و4 في الولايات المتحدة و3 في هايتي و2 في غواديلوب و3 في جزر العذراء الأمريكية، أصبح أكثر الأعاصير المميتة بورتوريكو منذ إعصار سان شيريكاو في سنة 1899.

## الآثار والخسائر
| الإقليم                                  | الضحايا | المفقودين | الأضرار (دولار 2017) | مرجع                        |
| ---------------------------------------- | ------- | --------- | -------------------- | --------------------------- |
| دومينيكا                                 | 65      | 0         | $1.37 مليار          | [ 3 ] [ 4 ] [ 5 ]           |
| جمهورية الدومينيكان                      | 5       | 1         | $63 مليون            | [ 6 ] [ 7 ]                 |
| غوادلوب (فرنسا)                          | 2       | 2         | $120 مليون           | [ 8 ]                       |
| هايتي                                    | 3       | 0         | —                    | [ 9 ]                       |
| مارتينيك (فرنسا)                         | 0       | 0         | $40 مليون            | [ 10 ]                      |
| سانت كيتس ونيفيس                         | 0       | 0         | $13 مليون            | [ 11 ]                      |
| بورتوريكو (الولايات المتحدة)             | 2,975   | 60        | $90 مليار            | [ 12 ] [ 13 ] [ 14 ] [ 15 ] |
| جزر العذراء الأمريكية (الولايات المتحدة) | 3       | 4         | $90 مليار            | [ 14 ] [ 16 ] [ 17 ]        |
| الولايات المتحدة                         | 4       | 0         | —                    | [ 18 ] [ 19 ]               |
| المجموع:                                 | 3٬057   | 67        | $91.6 مليار          |                             |

## وصلات خارجية
- The National Hurricane Center (NHC)'s advisory archive on Tropical Storm Maria